# لجنة الحريات الفردية والمساواة
تم إنشاء لجنة الحريات الفردية والمساواة من قبل الرئيس التونسي الباجي قائد السبسي يوم 13 أغسطس 2017. وتتولى اللجنة إعداد تقرير عن الإصلاحات التشريعية المتعلقة بالحريات الفردية والمساواة وفقا للدستور المؤرخ 27 جانفي 2014 والمعايير الدولية لحقوق الإنسان.

قدمت اللجنة تقريرها النهائي في 8 يونيو 2018.

## أعضاء لجنة الحريات الفردية والمساواة
تتكون اللجنة من تسعة أعضاء هم: 
| الصورة | الاسم              | ملاحظات |
| ------ | ------------------ | --- |
|        | بشرى بلحاج حميدة   | محامية وناشطة في المجتمع المدني، ونائبة مؤسسة في المجلس الوطني التأسيسي ثم نائبة في مجلس نواب الشعب. |
|        | درة بوشوشة         | أستاذة أدب إنجليزي ومنتجة ومخرجة أفلام. أدارت لثلاثة سنوات أيام قرطاج السينمائية. |
|        | كريم بوزويتة       | دكتور في علم الإنسان، جامعي وخبير دولي في الاستراتيجية والمرافعة مع الأمم المتحدة. درس في عدة جامعات تونسية وأجنبية مثل جامعة لويولا شيكاغو وجامعة كانتربري. |
|        | عبد المجيد الشرفي  | دكتور وأستاذ جامعي مختص في تاريخ الفكر الإسلامي في الجامعة التونسية. كان عضو في الهيئة العليا لتحقيق أهداف الثورة والإصلاح السياسي والانتقال الديمقراطي، ورئيس مؤسسة بيت الحكمة منذ 2015. |
|        | سليم اللغماني      | أستاذ القانون العام والعلوم السياسية في كلية العلوم القانونية والسياسية والاجتماعية بتونس (جامعة قرطاج). كان عضو الهيئة العليا لتحقيق أهداف الثورة والإصلاح السياسي والانتقال الديمقراطي. ترأس الجمعية التونسية للقانون الدستوري وكان عضو المجلس العلمي للأكاديمية الدولية للقانون الدستوري. |
|        | صلاح الدين الجورشي | كاتب وناشط حقوق إنسان، كان نائب رئيس الرابطة التونسية للدفاع عن حقوق الإنسان، وهو مؤسس منتدى الجاحظ للفكر الإسلامي. يعتبر أحد منظري اليسار الإسلامي. |
|        | سلوى الحمروني      | أستاذة القانون العام في كلية العلوم القانونية والسياسية والاجتماعية بتونس (جامعة قرطاج). مختصة في القانون الدولي العام في مجالي حقوق الإنسان والقانون الدستوري، وهي بذلك خبيرة لدى العديد من المنظمات الدولية.                                                                               |
|        | مالك الغزواني      | قاضي ونائب رئيس المحكمة الابتدائية بتونس. |
|        | إقبال الغربي       | جامعية ومختصة في الأنثروبولوجيا الدينية في المعهد العالي لأصول الدين بتونس (جامعة الزيتونة). |

## مهام اللجنة
باشرت اللجنة أعمالها بمجرد إنشائها وقامت بجرد للقوانين التي تمس الحريات الفردية والمساواة والتي تتعارض مع دستور والتزامات تونس من حيث حقوق الإنسان؛ وقد دخلت في مرحلة صياغة الاقتراحات.
وفي نفس الوقت الذي بدأت فيه اللجنة في مرحلة صياغة الاقتراحات والمصادقة النهائية وفي إطار المنهجية التشاركية، تمت استشارة العديد من الأحزاب السياسية الممثلة في مجلس الشعب، منظمات المجتمع المدني المتخصصة والباحثين المتخصصين في عدة مجالات (علماء اجتماع، وعلماء من جامعة الزيتونة، إلخ)، وساعدت اقتراحاتهم في دفع عمل اللجنة إلى الأمام بشكل كبير.

## عمل اللجنة
باشرت اللجنة أعمالها بمجرد إنشائها واعتمدت على منهجية تستجيب للهدف الذي أنشأت من اجله وهو اعداد تقرير حول الإصلاحات المرتبطة بالحريات الفردية والمساواة استنادا إلى مقتضيات دستور 27 جانفي 2014 وإلى المعايير الدولية لحقوق الإنسان والتوجهات المعاصرة في مجال الحريات والمساواة.
قامت اللجنة في مرحلة أولى بجرد مجموعة النصوص القانونية التي تتعارض مع الحرية الفردية و/ أو المساواة وانكبت على مناقشة ودرس المقترحات الممكنة لتتلاءم هذه القوانين مع الدستور ومع الالتزامات الدولية للجمهورية التونسية.
من جهة أخرى اعتمدت اللجنة منهجية تشاركية تمكنها من اثراء اعمالها وفي هذا الإطار، تم الاستماع إلى الأحزاب السياسية الممثلة في مجلس نواب الشعب، إلى منظمات المجتمع المدني المتخصصة وإلى الباحثين المتخصصين في المجالات ذات الصلة كعلماء الاجتماع، أو علماء جامعة الزيتونة.

## التقرير

### المحتوى
قدمت الهيئة تقريرها النهائي لرئيس الجمهورية التونسية الباجي قائد السبسي في 8 يونيو 2018، ويتكون هذا التقرير من 233 صفحة موزعين على جزئين إضافة إلى مقدمة عبارة عن مقاربة اجتماعية ودينية:
- الجزء الأول في الحقوق والحريات الفردية: الأحكام المخلة بالحقوق والحريات الفردية، جدول بياني في هذه الأحكام، مقترح مشروع مجلة الحقوق والحريات الفردية.[5]
- الجزء الثاني في المساواة: الأحكام المخلة بالمساواة، جدول بياني في هذه الأحكام، مقترح مشروع قانون أساسي يتعلق بالقضاء على التمييز ضد المرأة وبين الأطفال.[5]

أبرز ما تضمنه هذا التقرير هو:
- إلغاء عقوبة الإعدام أو تحديد حالاتها القصوى (التضييق فيها قدر المستطاع).
- تجريم الدعوة إلى الانتحار وتجريم التعذيب.
- منع استعمال حرية التعبير للدعوة إلى الكراهية.
- إلغاء تجريم المثلية الجنسية.
- إلغاء التمييز في قانون الجنسية.
- إلغاء أو إعادة تحديد المهر وعدة الوفاة والنفقة، إلى جانب إلغاء التمييز في الواجبات الزوجية وإلغاء نظام رئاسة الزوج للعائلة.
- منح الجنسية لكل من يتزوج تونسية
- إلغاء التمييز في المواريث أو ترك الحرية في اتباع الطريقة.
- إلغاء الرقابة على الأعمال الفنية.
- إلغاء التمييز بين الأطفال حتى الذين ولدو في حالة غير زواج الأم والأب
- إلغاء المصطلحات الدينية من القانون التونسي (الشرع، الموانع الشرعية، المحرمات، الفحش...).

### ردود الفعل

#### الداعمة
- الهيئة العليا لحقوق الإنسان والحريات الأساسية: اعتبرت الهيئة التقرير «ثورة حقيقية» للدولة والمجتمع وثمنت أعمال الهيئة وعبرت عن مساندتها لها ولمقترحاتها.[6]
- الاتحاد الوطني للمرأة التونسية: ثمن هذا الاتحاد التقرير، معتبرا أنه خطوة جديدة نحو تكريس مبادئ الدستور ودعم الحريات الفردية.[7]

#### الرافضة
- جامعة الزيتونة: أصدرت جامعة الزيتونة ممثلة في رئيسها وأساتذتها وشيوخها بيانا عبرت فيه عن رفضها لتقرير اللجنة وقالت أنه يعد «التفافا مشينا على قيم الإسلام وتعاليمه»، فيما نددت في بيان ثان عدم تشريكها في التقرير الذي هو من صميم تخصصها، وذكرت أنها ستصدر ردا علميا مفصلا على ما جاء فيه من مقترحات.[8][9]
- حزب التحرير: ندد الحزب بالتقرير ووصفه «بالمشروع المحارب للإسلام» ودعا للتحرك ضده.[10]
- التنسيقية الوطنية للدفاع عن القرآن والدستور والتنمية العادلة: اعتبرت التسنيقية (التي أسست بهذه المناسبة) أن تقرير اللجنة هو عبارة عن «فتنة» ومشروع انقلابي على النمط المجتمعي التونسي، وقالت أن اللجنة تجاوزت حدود تخصصاتها فيما تناولته.[11]

## روابط خارجية
- الموقع الرسمي.
- التقرير النهائي للجنة.